# 乔恩·德拉蒙德
乔恩·德拉蒙德（英語：Jon Drummond，1968年9月9日—），美国男子田径运动员，主攻短跑。他曾代表美国参加1996年和2000年夏季奥林匹克运动会田径比赛，获得一枚金牌和一枚银牌。